# Josef Pfeiffer
Josef Pfeiffer (1884. - ?), mačevalac koji se natjecao na Olimpijskim igrama za Bohemiju. Nastupio je na Olimpijskim igrama 1912. Natjecao se u floretu i sablji pojedinačno i momčadski.